# Aengus (prénom)
Pour les articles homonymes, voir Aengus.
Aengus est un prénom masculin irlandais et variant de la forme gaélique écossaise Aonghas et Aonghus et de la forme anglaise Angus. Ce nom est un dérivé d'Oíngus en vieil irlandais.

## Prénom
- Aengus Finnan (en) (né en 1972), musicien folk canadien
- Aengus Finucane (en) (1932-2009), missionnaire catholique irlandais
- Aengus Fanning (en) (1942-2012), journaliste et éditeur irlandais
- Aengus Mac Grianna (en) (né en 1964), lecteur de nouvelles irlandais
- Aengus Ó Snodaigh (en) (né en 1964), homme politique et historien irlandais